# Sezonul 2021 al NFL
Sezonul 2021 al NFL a fost cel de-al 102-lea sezon din istoria National Football League. A fost primul sezon în care sezonul regulat a fost mărit în așa fel încât fiecare echipă să joace 17 meciuri, față de 16 câte se jucau până acum. Sezonul a început pe 9 septembrie 2021 cu meciul dintre campioana în exercițiu Tampa Bay Buccaneers și Dallas Cowboys. Sezonul s-a încheiat în data de 13 februarie 2022 pe Allegiant Stadium din Paradise, Nevada cu meciul de Super Bowl LVI.
Los Angeles Rams a câștigat cel de-al doilea titlu după cel din 1999 când franciza se afla la St. Louis. Finala din 2021 a fost câștigată cu scorul de 23-20 împotriva echipei Cincinnati Bengals.

## Pre-sezon
Antrenamentele sezonului 2021 au debutat la finalul lunii iulie și au durat până în august. Echipele nu puteau să inițieze aceste antrenamente decât cu maximum 15 zile înainte de primul meci din presezon.

## Sezonul regulat
Sezonul regulat va include 272 de meciuri. Fiecare echipă joacă 17 meciuri repartizate pe parcursul a 18 săptămâni consecutive. Ele vor avea la dispoziție o săptămână de repaus numită bye week. Din cauza numărului mic de meciuri nici o echipă nu va juca împotriva tuturor celorlalte echipe. Pentru fiecare echipă, meciurile se vor juca astfel:
- 6 meciuri împotriva celorlalte echipe din aceeași divizie (meciuri tur-retur)
- 4 meciuri împotriva unor echipe dintr-o altă divizie din aceeași conferință (diviziile care se vor întâlni se schimba în fiecare an după o rotație prestabilită)
- 4 meciuri împotriva unor echipe dintr-o altă divizie din cealaltă conferință (diviziile care se vor întâlni se schimbă în fiecare an după o rotație prestabilita)
- 2 meciuri împotriva echipelor din aceeași conferință care au terminat pe același loc în sezonul precedent (locul 1 contra locul 1, locul 2 contra locul 2, etc.)
- 1 meci împotriva unor echipe dintr-o altă divizie din aceeași conferință cu care a jucat în urmă cu doi ani, conform locurilor ocupate în diviziile respective din sezonul anterior

Sezonul regulat 2019 a început pe 9 septembrie și se va încheia pe 9 ianuarie 2022.

### Meciuri intra-conferințe
- AFC East - AFC South
- AFC North - AFC West
- NFC East - NFC South
- NFC West - NFC North

### Meciuri inter-conferințe
- AFC East - NFC South
- AFC North - NFC North
- AFC South - NFC West
- AFC West - NFC East

### Meciuri adăugate
- NFC East - AFC East
- NFC West - AFC North
- NFC South - AFC South
- NFC North - AFC West

## Clasamente sezonul regulat
| AFC East                            | AFC East | AFC East | AFC East | AFC East | AFC East | AFC East | AFC East | AFC East | AFC East |
| vizualizare • discuție • modificare | V        | Î        | E        | PCT      | DIV      | CONF     | PM       | PP       | CON      |
| ----------------------------------- | -------- | -------- | -------- | -------- | -------- | -------- | -------- | -------- | -------- |
| Buffalo Bills                       | 11       | 6        | 0        | 64,7%    | 5-1      | 7-5      | 483      | 289      | V4       |
| New England Patriots                | 10       | 7        | 0        | 58,8%    | 3-3      | 8-4      | 462      | 303      | Î1       |
| Miami Dolphins                      | 9        | 8        | 0        | 52,9%    | 4-2      | 6-6      | 341      | 373      | V1       |
| New York Jets                       | 4        | 13       | 0        | 23,5%    | 0-6      | 4-8      | 310      | 504      | Î2       |

| AFC North                           | AFC North | AFC North | AFC North | AFC North | AFC North | AFC North | AFC North | AFC North | AFC North |
| vizualizare • discuție • modificare | V         | Î         | E         | PCT       | DIV       | CONF      | PM        | PP        | CON       |
| ----------------------------------- | --------- | --------- | --------- | --------- | --------- | --------- | --------- | --------- | --------- |
| Cincinnati Bengals                  | 10        | 7         | 0         | 58,8%     | 4-2       | 8-4       | 460       | 376       | Î1        |
| Pittsburgh Steelers                 | 9         | 7         | 1         | 55,9%     | 4-2       | 7-5       | 343       | 398       | V2        |
| Cleveland Browns                    | 8         | 9         | 0         | 47,1%     | 3-3       | 5-7       | 349       | 371       | V1        |
| Baltimore Ravens                    | 8         | 9         | 0         | 47,1%     | 1-5       | 5-7       | 387       | 392       | Î6        |

| AFC South                           | AFC South | AFC South | AFC South | AFC South | AFC South | AFC South | AFC South | AFC South | AFC South |
| vizualizare • discuție • modificare | V         | Î         | E         | PCT       | DIV       | CONF      | PM        | PP        | CON       |
| ----------------------------------- | --------- | --------- | --------- | --------- | --------- | --------- | --------- | --------- | --------- |
| Tennessee Titans                    | 12        | 5         | 0         | 70,6%     | 5-1       | 8-4       | 419       | 354       | V3        |
| Indianapolis Colts                  | 9         | 8         | 0         | 52,9%     | 3-3       | 7-5       | 451       | 365       | Î2        |
| Houston Texans                      | 4         | 13        | 0         | 23,5%     | 3-3       | 4-8       | 280       | 452       | Î2        |
| Jacksonville Jaguars                | 3         | 14        | 0         | 17,6%     | 1-5       | 3-9       | 253       | 457       | V1        |

| AFC West                            | AFC West | AFC West | AFC West | AFC West | AFC West | AFC West | AFC West | AFC West | AFC West |
| vizualizare • discuție • modificare | V        | Î        | E        | PCT      | DIV      | CONF     | PM       | PP       | CON      |
| ----------------------------------- | -------- | -------- | -------- | -------- | -------- | -------- | -------- | -------- | -------- |
| Kansas City Chiefs                  | 12       | 5        | 0        | 70,6%    | 5-1      | 7-5      | 480      | 364      | V1       |
| Las Vegas Raiders                   | 10       | 7        | 0        | 58,8%    | 3-3      | 8-4      | 374      | 439      | V4       |
| Los Angeles Chargers                | 9        | 8        | 0        | 52,9%    | 3-3      | 6-6      | 474      | 459      | Î1       |
| Denver Broncos                      | 7        | 10       | 0        | 41,2%    | 1-5      | 3-9      | 335      | 322      | Î4       |

| NFC East                            | NFC East | NFC East | NFC East | NFC East | NFC East | NFC East | NFC East | NFC East | NFC East |
| vizualizare • discuție • modificare | V        | Î        | E        | PCT      | DIV      | CONF     | PM       | PP       | CON      |
| ----------------------------------- | -------- | -------- | -------- | -------- | -------- | -------- | -------- | -------- | -------- |
| Dallas Cowboys                      | 12       | 5        | 0        | 70,6%    | 6-0      | 10-2     | 530      | 358      | V1       |
| Philadelphia Eagles                 | 9        | 8        | 0        | 52,9%    | 3-3      | 7-5      | 444      | 385      | Î1       |
| Washington Football Team            | 7        | 10       | 0        | 41,2%    | 2-4      | 6-6      | 335      | 434      | V1       |
| New York Giants                     | 4        | 13       | 0        | 23,5%    | 1-5      | 3-9      | 258      | 416      | Î6       |

| NFC North                           | NFC North | NFC North | NFC North | NFC North | NFC North | NFC North | NFC North | NFC North | NFC North |
| vizualizare • discuție • modificare | V         | Î         | E         | PCT       | DIV       | CONF      | PM        | PP        | CON       |
| ----------------------------------- | --------- | --------- | --------- | --------- | --------- | --------- | --------- | --------- | --------- |
| Green Bay Packers                   | 13        | 4         | 0         | 76,5%     | 4-2       | 9-3       | 450       | 371       | Î1        |
| Minnesota Vikings                   | 8         | 9         | 0         | 47,1%     | 4-2       | 6-6       | 425       | 426       | V1        |
| Chicago Bears                       | 6         | 11        | 0         | 35,3%     | 2-4       | 4-8       | 311       | 407       | Î1        |
| Detroit Lions                       | 3         | 13        | 1         | 20,6%     | 2-4       | 3-9       | 325       | 467       | V1        |

| NFC South                           | NFC South | NFC South | NFC South | NFC South | NFC South | NFC South | NFC South | NFC South | NFC South |
| vizualizare • discuție • modificare | V         | Î         | E         | PCT       | DIV       | CONF      | PM        | PP        | CON       |
| ----------------------------------- | --------- | --------- | --------- | --------- | --------- | --------- | --------- | --------- | --------- |
| Tampa Bay Buccaneers                | 13        | 4         | 0         | 76,5%     | 4-2       | 8-4       | 511       | 353       | V3        |
| New Orleans Saints                  | 9         | 8         | 0         | 52,9%     | 4-2       | 7-5       | 364       | 335       | V2        |
| Atlanta Falcons                     | 7         | 10        | 0         | 41,2%     | 2-4       | 4-8       | 313       | 459       | Î2        |
| Carolina Panthers                   | 5         | 12        | 0         | 29,4%     | 2-4       | 3-9       | 304       | 404       | Î7        |

| NFC West                            | NFC West | NFC West | NFC West | NFC West | NFC West | NFC West | NFC West | NFC West | NFC West |
| vizualizare • discuție • modificare | V        | Î        | E        | PCT      | DIV      | CONF     | PM       | PP       | CON      |
| ----------------------------------- | -------- | -------- | -------- | -------- | -------- | -------- | -------- | -------- | -------- |
| Los Angeles Rams                    | 12       | 5        | 0        | 70,6%    | 3-3      | 8-4      | 460      | 372      | Î1       |
| Arizona Cardinals                   | 11       | 6        | 0        | 64,7%    | 4-2      | 7-5      | 449      | 366      | Î1       |
| San Francisco 49ers                 | 10       | 7        | 0        | 58,8%    | 2-4      | 7-5      | 427      | 365      | V2       |
| Seattle Seahawks                    | 7        | 10       | 0        | 41,2%    | 3-3      | 4-8      | 395      | 366      | V2       |

## Rezultate sezonul regulat
Sezonul regulat a luat startul pe 9 septembrie 2021.

## Play-off

### Meciurile de calificare pentru play-off

#### AFC
- Cincinnati Bengals - Las Vegas Raiders 26-19
- Kansas City Chiefs - Pittsburgh Steelers 42-21
- Buffalo Bills - New England Patriots 47-17

#### NFC
- Los Angeles Rams - Arizona Cardinals 34-11
- Tampa Bay Buccaneers - Philadelphia Eagles 31-15
- Dallas Cowboys - San Francisco 49ers 17-23

### Meciurile din play-off
|  | Semifinale pe conferințe | Semifinale pe conferințe |                        |    | Finale pe conferințe | Finale pe conferințe |  |  | Finala NFL | Finala NFL |
|  |                          |                          |                        |    |                      |                      |  |  |            |            |
|  | 23 ianuarie              |                          |                        |    |                      |                      |  |  |            |            |
|  |                          |                          |                        |    |                      |                      |  |  |            |            |
|  | Kansas City Chiefs (2)   | 42                       |                        |    |                      |                      |  |  |            |            |
|  | Kansas City Chiefs (2)   | 42                       | 30 ianuarie            |    |                      |                      |  |  |            |            |
|  | Buffalo Bills (3)        | 36                       |                        |    |                      |                      |  |  |            |            |
|  | Buffalo Bills (3)        | 36                       | Kansas City Chiefs (2) | 24 |                      |                      |  |  |            |            |
|  | 22 ianuarie              |                          | Kansas City Chiefs (2) | 24 |                      |                      |  |  |            |            |
|  |                          | Cincinnati Bengals (4)   | 27                     |    |                      |                      |  |  |            |            |
|  | Tennessee Titans (1)     | Cincinnati Bengals (4)   | 27                     | 16 |                      |                      |  |  |            |            |
|  | Tennessee Titans (1)     |                          | 13 februarie           | 16 |                      |                      |  |  |            |            |
|  | Cincinnati Bengals (4)   | 19                       |                        |    |                      |                      |  |  |            |            |
|  | Cincinnati Bengals (4)   | 19                       | Cincinnati Bengals (4) | 20 |                      |                      |  |  |            |            |
|  | 23 ianuarie              |                          | Cincinnati Bengals (4) | 20 |                      |                      |  |  |            |            |
|  |                          | Los Angeles Rams (4)     | 23                     |    |                      |                      |  |  |            |            |
|  | Tampa Bay Buccaneers (2) | Los Angeles Rams (4)     | 23                     | 27 |                      |                      |  |  |            |            |
|  | Tampa Bay Buccaneers (2) | 30 ianuarie              |                        | 27 |                      |                      |  |  |            |            |
|  | Los Angeles Rams (4)     | 30                       |                        |    |                      |                      |  |  |            |            |
|  | Los Angeles Rams (4)     | 30                       | Los Angeles Rams (4)   | 20 |                      |                      |  |  |            |            |
|  | 22 ianuarie              |                          | Los Angeles Rams (4)   | 20 |                      |                      |  |  |            |            |
|  |                          | San Francisco 49ers (6)  | 17                     |    |                      |                      |  |  |            |            |
|  | Green Bay Packers (1)    | San Francisco 49ers (6)  | 17                     | 10 |                      |                      |  |  |            |            |
|  | Green Bay Packers (1)    |                          |                        | 10 |                      |                      |  |  |            |            |
|  | San Francisco 49ers (6)  | 13                       |                        |    |                      |                      |  |  |            |            |
|  | San Francisco 49ers (6)  | 13                       |                        |    |                      |                      |  |  |            |            |